# B・A・R 005
B・A・R 005は、B・A・Rが2003年のF1世界選手権参戦用に開発したフォーミュラ1カー。2003年の開幕戦から、最終戦まで実戦投入された。デザイナーはジェフ・ウィリス。

## 概要
005はウィリアムズから移籍してきたウィリスを中心に開発され、004までのレイナードカラーを払拭するマシンとなった。
設計はウィリアムズ流のコンベンショナルなもので、004よりもパフォーマンスは向上していたが、小型化したギアボックスやエンジンの信頼性、エアロダイナミクスの効率、ブリヂストンタイヤとのマッチングといった問題の解決に追われながらシーズンを過ごした。
イギリスGPでは後半戦仕様のエアロパッケージを投入。エンジンインテークが3角形から5角形に変更された。また、サイドポンツーン側面のフェアリングを1枚増やして、それと上面のミニウィングを連結する独特のデザインを採用した。
ホンダV10エンジンは軽量化や高回転化などのバージョンアップを続けたが、ダウンフォース不足を補うためウィングを立てて走行したので、自慢のエンジンパワーが相殺されてしまった。

## 2003年シーズン
レースドライバーはジャック・ヴィルヌーヴと新加入のジェンソン・バトン。佐藤琢磨がリザーブ兼テストドライバーを務めた。
バトンは予選順位・決勝成績ともにヴィルヌーヴを上回り、アメリカGPではリタイアするまで16周に渡りトップを走行した。ヴィルヌーヴは最終戦で佐藤と交代し、4位・6位のダブル入賞で1年を締めくくった。
チームは26ポイントを獲得し、コンストラクターズ5位でシーズンを終えた。

## スペック

### シャーシ
- シャシー名 005
- 材質 カーボンファイバー・モノコック
- トレッド 1,460 mm (F) / 1,420 mm (R)
- ホイールベース 3,140 mm
- 全高 950 mm
- 全長 4,465 mm
- ギアボックス B・A・R/エクストラック 7速セミオートマチック
- クラッチ APレーシング
- ブレーキ APレーシング
- ホイール BBS
- タイヤ ブリヂストン

### エンジン
- エンジン ホンダRA003E 自然吸気
- 気筒数・角度 V型10気筒・90度
- 排気量 2,998 cc
- スパークプラグ NGK
- 燃料・潤滑油 エルフ

## F1における全成績
(key) （太字はポールポジション）
| 年     | チーム                        | エンジン          | タイヤ | ドライバー             | 1   | 2   | 3   | 4   | 5   | 6   | 7   | 8   | 9   | 10  | 11  | 12  | 13  | 14  | 15  | 16  | ポイント | 順位 |
| ------ | ----------------------------- | ----------------- | ------ | ---------------------- | --- | --- | --- | --- | --- | --- | --- | --- | --- | --- | --- | --- | --- | --- | --- | --- | -------- | ---- |
| 2003年 | ラッキーストライク BAR ホンダ | ホンダ RA003E V10 | B      |                        | AUS | MAL | BRA | SMR | ESP | AUT | MON | CAN | EUR | FRA | GBR | GER | HUN | ITA | USA | JPN | 26       | 5位  |
| 2003年 | ラッキーストライク BAR ホンダ | ホンダ RA003E V10 | B      | ジャック・ヴィルヌーヴ | 9   | DNS | 6   | Ret | Ret | 12  | Ret | Ret | Ret | 9   | 10  | 9   | Ret | 6   | Ret |     | 26       | 5位  |
| 2003年 | ラッキーストライク BAR ホンダ | ホンダ RA003E V10 | B      | 佐藤琢磨               |     |     |     |     |     |     |     |     |     |     |     |     |     |     |     | 6   | 26       | 5位  |
| 2003年 | ラッキーストライク BAR ホンダ | ホンダ RA003E V10 | B      | ジェンソン・バトン     | 10  | 7   | Ret | 8   | 9   | 4   | DNS | Ret | 7   | Ret | 8   | 8   | 10  | Ret | Ret | 4   | 26       | 5位  |